# Cattedrali a Cuba
Questa è una lista delle cattedrali a Cuba.

## Cattedrali cattoliche
| Cattedrale                                      | Arcidiocesi o Diocesi                              | Località         | Dedicazione                        | Immagine |
| ----------------------------------------------- | -------------------------------------------------- | ---------------- | ---------------------------------- | -------- |
| Cattedrale dell'Avana                           | Arcidiocesi di San Cristóbal de la Habana          | L'Avana          | Madonna dell'Immacolata Concezione |          |
| Cattedrale di San Carlo Borromeo                | Diocesi di Matanzas                                | Matanzas         | San Carlo Borromeo                 |          |
| Cattedrale di San Rosendo                       | Diocesi di Pinar del Río                           | Pinar del Río    | San Rudesindo                      |          |
| Cattedrale di Nostra Signora dell'Assunzione    | Arcidiocesi di Santiago di Cuba                    | Santiago di Cuba | Assunzione di Maria                |          |
| Cattedrale di Santa Caterina de Ricci           | Diocesi di Guantánamo-Baracoa                      | Guantánamo       | Caterina de' Ricci                 |          |
| Concattedrale di Nostra Signora dell'Assunzione | Diocesi di Guantánamo-Baracoa                      | Baracoa          | Assunzione di Maria                |          |
| Cattedrale di Sant'Isidoro                      | Diocesi di Holguín                                 | Holguín          | Sant'Isidoro                       |          |
| Cattedrale del Santissimo Salvatore             | Diocesi di Santísimo Salvador de Bayamo-Manzanillo | Bayamo           | Gesù                               |          |
| Cattedrale di Nostra Signora della Candelaria   | Arcidiocesi di Camagüey                            | Camagüey         | Vergine della Candelaria           |          |
| Cattedrale di Sant'Eugenio                      | Diocesi di Ciego de Ávila                          | Ciego de Ávila   | Sant'Eugenio                       |          |
| Cattedrale dell'Immacolata Concezione           | Diocesi di Cienfuegos                              | Cienfuegos       | Immacolata Concezione              |          |
| Cattedrale di Santa Chiara d'Assisi             | Diocesi di Santa Clara                             | Santa Clara      | Santa Chiara d'Assisi              |          |

## Cattedrale ortodossa
| Cattedrale                       | Diocesi                                 | Città   | Dedicazione        |
| -------------------------------- | --------------------------------------- | ------- | ------------------ |
| Cattedrale di San Nicola di Mira | Patriarcato ecumenico di Costantinopoli | L'Avana | San Nicola di Bari |

## Cattedrale anglicana
| Cattedrale                     | Diocesi                    | Città   | Dedicazione |
| ------------------------------ | -------------------------- | ------- | ----------- |
| Cattedrale della Santa Trinità | Diocesi episcopale di Cuba | L'Avana | Trinità     |